# خانه لطفعلیان
خانه لطفعلیان مربوط به اواخر دوره قاجار است و در ملایر، خیابان شهید مصطفی خمینی، کوچه شهید علیرضا شهبازیان واقع شده و این اثر در تاریخ ۱۹ اسفند ۱۳۸۰ با شمارهٔ ثبت ۴۸۹۲ به‌عنوان یکی از آثار ملی ایران به ثبت رسیده است.
بنا خانه لطفعلیان اکنون بازسازی شده و به عنوان موزهٔ ملایر مورد بازدید علاقمندان قرار می‌گیرد.